# نادي يزد لوله
نادي يزد لوله لكرة القدم (بالفارسية: باشگاه فوتبال یزد لوله) ، هي نادي رياضي لكرة القدم في إيران، أسست عام 2012م وأعلنت حلها عام 2014م.